# ليو جيا كون
ليو جياكون (مواليد 1956) هو مهندس معماري صيني معروف بتركيزه على البساطة، الإنسانية، والتصميم المتجذر في السياق المحلي. في عام 2025، فاز بجائزة بريتزكر للهندسة المعمارية.

## الحياة المبكرة والتعليم
وُلد ليو في عام 1956 في تشنغدو، مقاطعة سيتشوان في الصين. كانت والدته طبيبة في الطب الباطني في مستشفى تشنغدو الثاني الشعبي.

```
خلال 
الثورة الثقافية
، أُرسل ليو إلى الريف كعامل ضمن برنامج 
الشباب الريفيين
 في الصين.
[
2
]
[
3
]
 في البداية، أراد أن يكون فنانًا، لكنه انجذب إلى الهندسة المعمارية بسبب ارتباطها بالرسم والتصميم. تخرج عام 1982 من معهد تشونغتشينغ للهندسة المعمارية والهندسة (الآن جزء من جامعة تشونغتشينغ) بدرجة 
بكالوريوس هندسة
 في الهندسة المعمارية.
[
2
]
```

## المسيرة المهنية
بعد التخرج، عمل ليو في معهد تشنغدو الحكومي للتصميم والبحث المعماري. لاحقًا، قضى وقتًا في مناطق التبت وشينجيانغ، مستكشفًا الفن والأدب. عاد إلى الهندسة المعمارية في عام 1993 بعد حضوره معرضًا نظمه زميله تانغ هوا، مما ألهمه للعمل على مشاريع تهدف إلى إخراج البلاد من ظل الماوية.
في عام 1999، أسس مكتب "Jiakun Architects" في تشنغدو. منذ ذلك الحين، أكمل مكتبه أكثر من 30 مشروعًا في جميع أنحاء الصين، بما في ذلك مشاريع أكاديمية وثقافية ومدنية وتجارية وتخطيط حضري.

### الفلسفة المعمارية
يركز عمل ليو على دمج السياق المحلي والحرف التقليدية والتصميم المستدام، متجنبًا الزخرفة المبالغ فيها. غالبًا ما تستخدم مشاريعه المواد المحلية والجمالية القائمة على النقصان. بعد زلزال سيتشوان 2008، أعاد استخدام الأنقاض لإنشاء مواد بناء جديدة، مما يعكس مرونة المجتمع.
صمم "نصب هو هوشان التذكاري" لإحياء ذكرى فتاة تبلغ من العمر 15 عامًا قُتلت عندما انهارت مدرستها أثناء الزلزال. بُني النصب ليشبه الخيمة واحتوى بعض متعلقات هو، بما في ذلك وشاح وحقيبة ظهر.
في عام 2002، صمم متحف لوييوان للنحت الحجري في تشنغدو، مستوحى من الحدائق الصينية التقليدية، لاستيعاب مجموعة خاصة من الآثار البوذية.

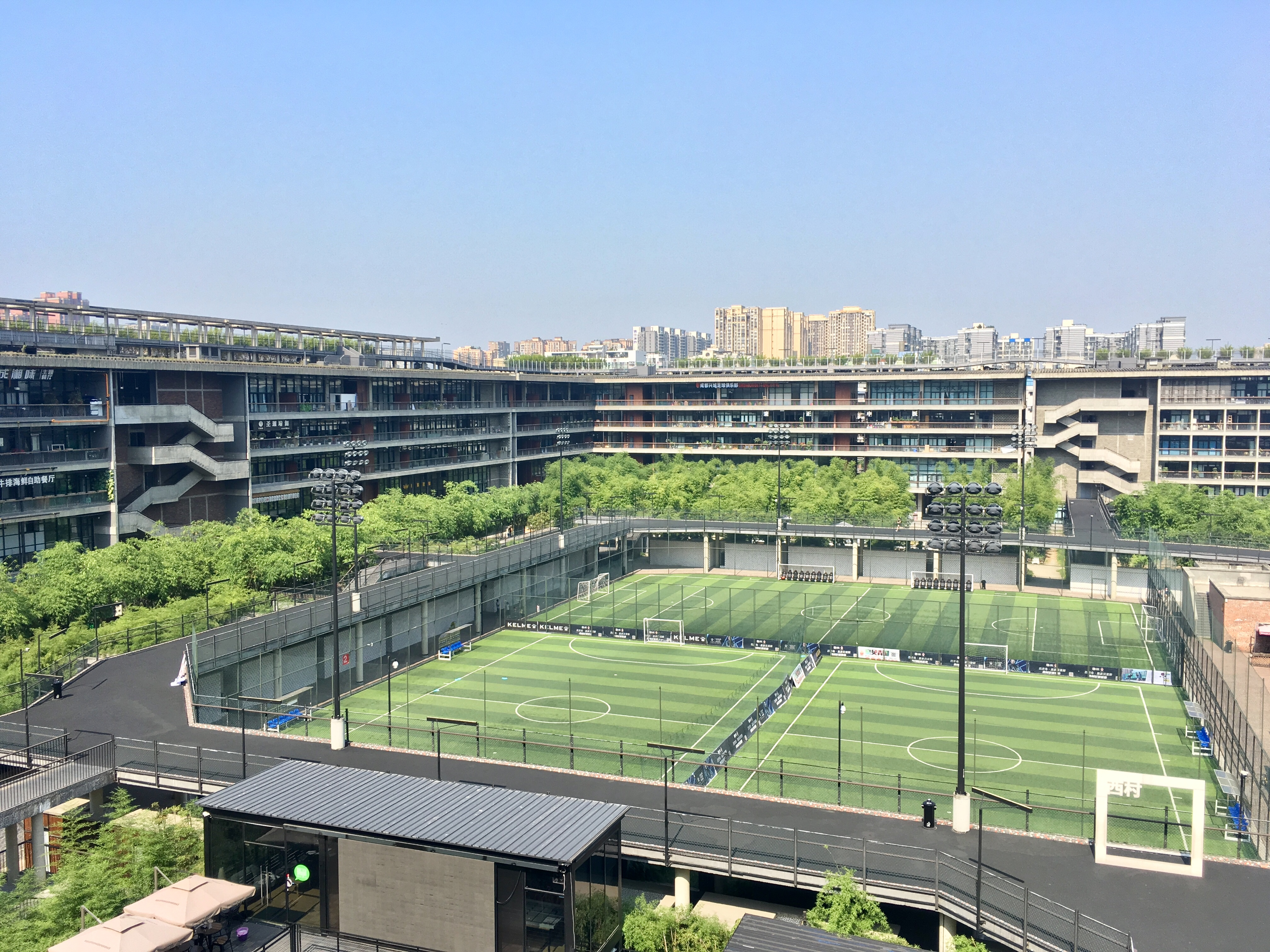
ويست فيلاج – تشنغدو (2015)
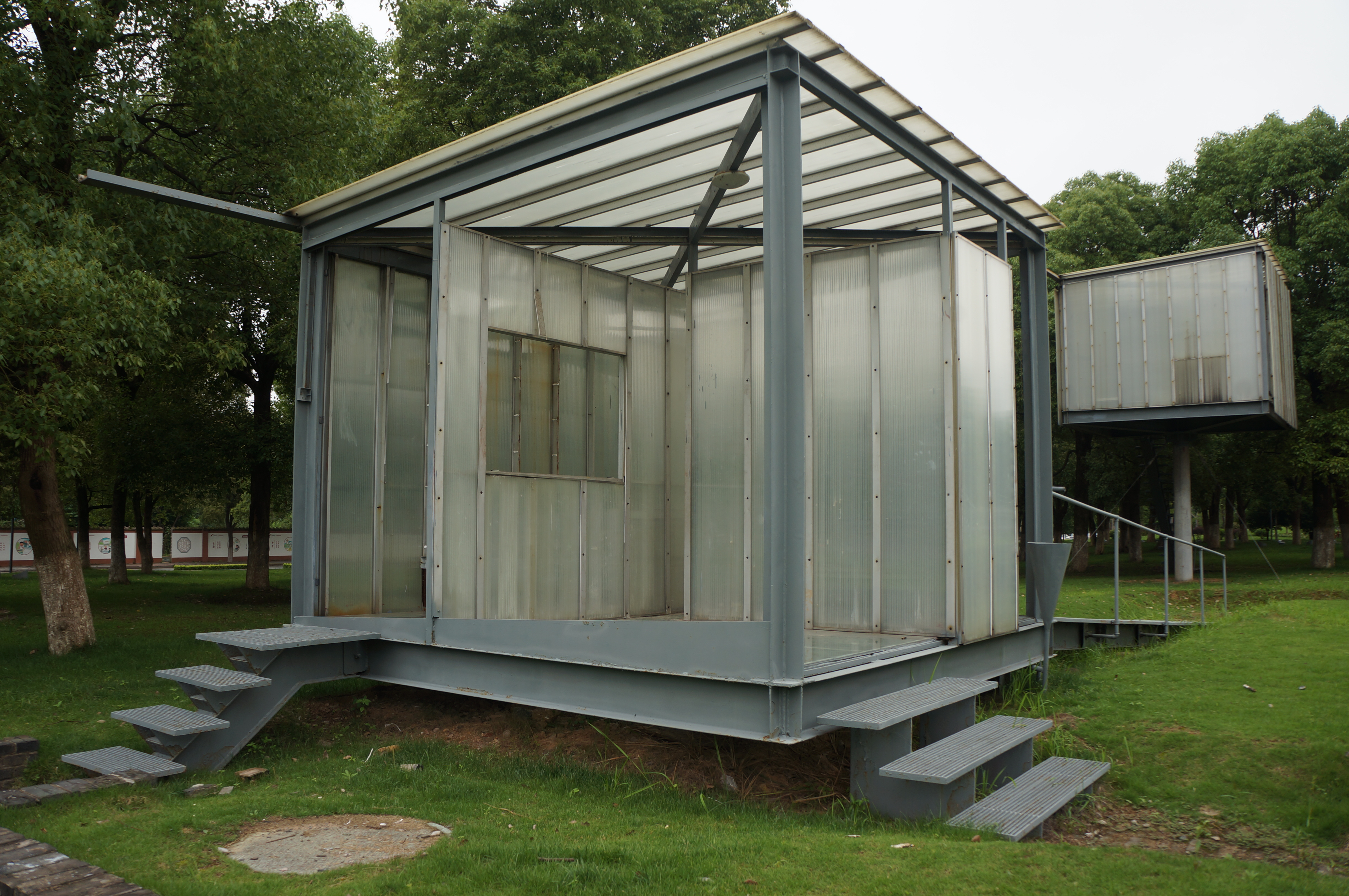
بيت الشاي في منتزه جينهوا المعماري (2002)
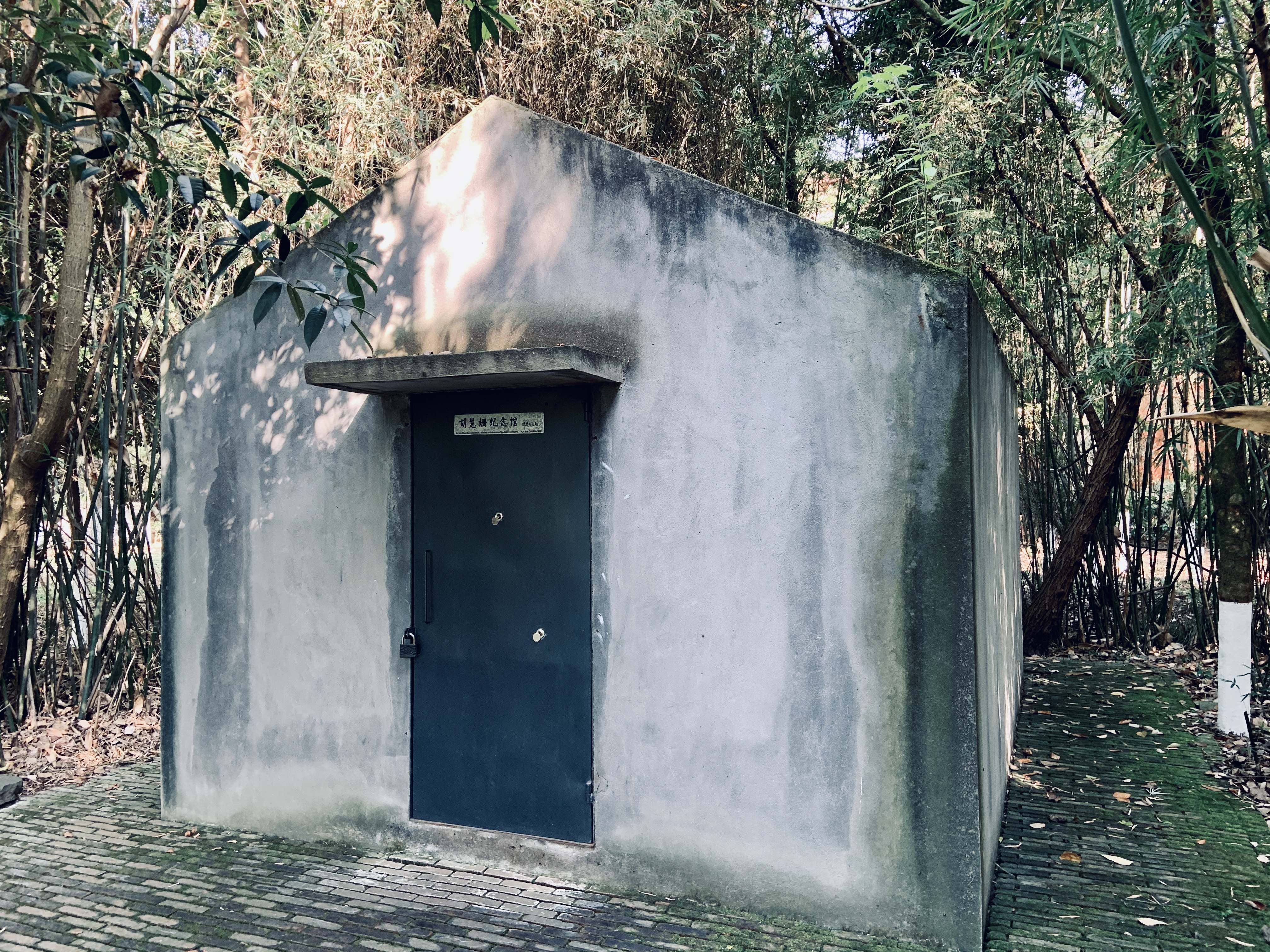
متحف هو هوشان التذكاري (2008)
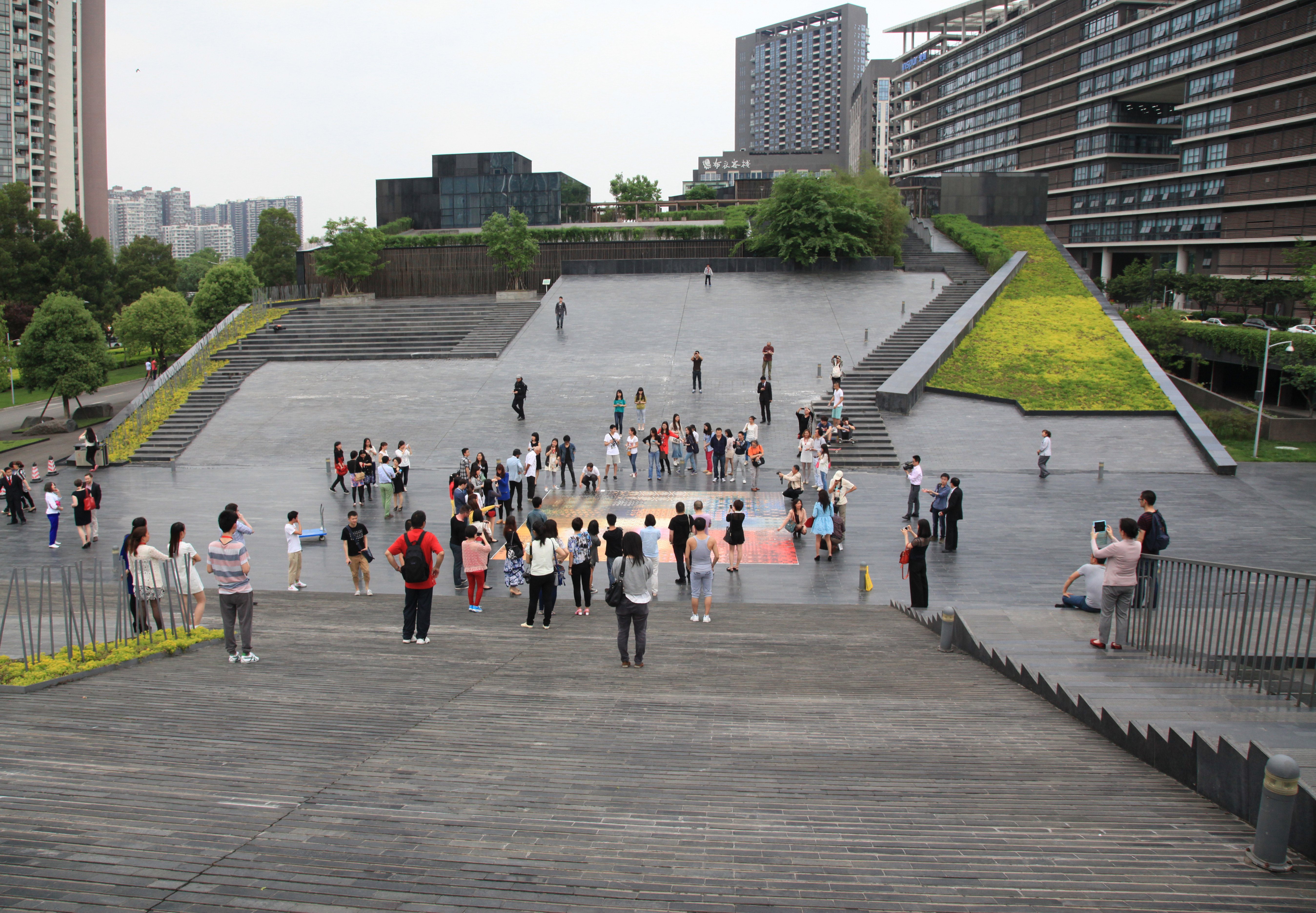
متحف الفن المعاصر في تشنغدو (2011)

### الجوائز
في 2025، حصل ليو على جائزة بريتزكر للهندسة المعمارية، ليصبح ثاني مهندس صيني يفوز بالجائزة بعد وانغ شو في 2012. وصفته لجنة الجائزة بأنه "مهندس يحترم الثقافة والتاريخ والطبيعة، ويمنح تصاميمه إحساسًا بالزمن والتواصل مع البيئة المحلية عبر تفسير حديث للهندسة الصينية التقليدية".

## روابط خارجية
- Archdaily with photo gallery